# Daniel Pinto
Daniel Melquiades Pinto Chico (siglo XX  -  8 de septiembre de 1960) fue un futbolista ecuatoriano.

## Biografía
Daniel Pinto era un jugador rápido y letal al momento de definir una anotación siendo de regular estatura y por sus piernas blancas y macizas que las movía a saltos cuando evitaba los trancazos de los jugadores rivales la gente lo apodo Pata de chivo. Se inició jugando para el Norte América dónde hizo dupla con Víctor Artega (conocido como el Venado) dónde fue campeón del Campeonato de Guayaquil en los años 1947, 1949 y 1952 llegando su equipo a ganarse el apodo como El equipo que jamás tembló. También jugó en el Patria.
En 1956 es incorporado al Emelec dónde hizo dupla con otro jugador de nombre José Vicente Balseca, los cuales enloquecían a sus rivales con grandes regates que llevaron al Emelec a ser campeón en 1956 y 1957 y Primer Campeón Ecuatoriano en 1957. Después paso al Everest, al Barcelona y a la Liga de Guayaquil dónde finalmente murió asesinado 8 de septiembre de 1960 a causa de un disparo que le propinó un sujeto ebrio, que sin motivo alguno lo insulto, entonces fue cuándo Daniel replicó y el tipo sacó una pistola con la que le disparó cuatro tiros que el jugador esquivó pero no pudo esquivar el quinto, que resultó fatal y acabó con la vida de Pinto.

## Clubes
| Club              | País    | Año         |
| ----------------- | ------- | ----------- |
| Norte América     | Ecuador | 1947 1955   |
| Emelec            | Ecuador | 1956 - 1957 |
| Aucas             | Ecuador | ¿?          |
| Everest           | Ecuador | ¿?          |
| Barcelona         | Ecuador | ¿?          |
| Liga de Guayaquil | Ecuador | ¿ - 1960    |

## Palmarés

### Campeonatos nacionales
| Título             | Club   | País    | Año  |
| ------------------ | ------ | ------- | ---- |
| Serie A de Ecuador | Emelec | Ecuador | 1957 |

### Otros
- Campeonato de Guayaquil Con Norte América en 1947, 1949 y 1952 y con el Emelec en 1956 y 1957.